# Echinodorus martii
Espèce
Synonymes
- Echinodorus major

Echinodorus martii, ou Echinodorus de Martius, est une espèce de plantes monocotylédones de la famille des Alismataceae, originaire du Brésil. Son nom lui a été donné en l'honneur de Carl Friedrich Philipp von Martius (1794-1868), botaniste allemand.

## Origine
Cette espèce est présente dans l'est du Brésil.

## Description
Ses feuilles peuvent atteindre 60 cm.

## Utilisation
C'est une plante utilisée en aquariophilie, qui prospère sous une lumière intense et dans un substrat riche, sans préférence concernant l'eau. Ses feuilles ondulées sont des plus décoratives et spectaculaires.  Température de 24 à 26 °C.